# Linder (Familienname)
Linder ist ein deutscher Familienname.

## Namensträger

### A
- Alexandra Maria Linder (* 1966), Publizistin und Übersetzerin
- Alf Linder (1907–1983), schwedischer Organist und Musikpädagoge
- Alois Linder (* 1960), deutscher Orgelbauer
- Anna-Magdalena Linder (* 1978), Schweizer Politikerin (Grüne)
- Anton Linder (1880–1958), österreichischer Politiker (SPÖ)
- Arthur Linder (1904–1993), Schweizer Statistiker
- Arthur Linder (Architekt) (1909–1971), Schweizer Architekt und Präsident der Gesellschaft zur Pflege des Stadt- und Landschaftsbildes

### B
- Béla Linder (1876–1962), ungarischer Kriegsminister
- Ben Linder (1959–1987), US-amerikanischer Ingenieur
- Birgit Linder (* 1975), deutsche Juristin und Richterin am Bundesgerichtshof
- Brandon Linder (* 1992), US-amerikanischer Footballspieler

### C
- Carl Linder (Leichtathlet) (1889–1966), finnisch-amerikanischer Langstreckenläufer
- Carl Linder (Bankier) (1899–1988), deutscher Bankier
- Cec Linder (1921–1992), kanadischer Schauspieler
- Christa Linder (* 1943), deutsche Schauspielerin
- Christian Linder (1949–2024), deutscher Schriftsteller, Kritiker und Hörspielautor

### D
- Dionysius Linder (1762–1838), deutscher Ordensgeistlicher (OSB), Begründer und Leiter des Bamberger Naturalienkabinetts (Vorläufer des heutigen Naturkundemuseums)

### E
- Emanuel Linder (Philologe) (1786–1843), Schweizer Altphilologe, Theologe und Historiker
- Emanuel Linder (Theologe) (1837–1895), Schweizer Theologe
- Emilie Linder (1797–1867), Schweizer Malerin und Mäzenin
- Engelbert Linder (* 1962), österreichischer Eishockeyspieler
- Erich Linder (1924–1983), Schweizer Literaturagent, Gründer der Agentur Linder AG (mit Paul Fritz und René Chochor), heute Paul & Peter Fritz AG
- Erika Linder (* 1990), schwedisches Model und Schauspielerin
- Ernst Linder (1868–1943), schwedischer General und Dressurreiter
- Erwin Linder (1903–1968), deutscher Schauspieler

### F
- Fabian Linder (* 1996), Schweizer Unihockeyspieler
- Felix Linder (1817–1885), deutscher Gastwirt und Landtagsabgeordneter
- Fritz Linder (1912–1994), deutscher Chirurg und Hochschullehrer

### H
- Hans Linder (Trompeter) († 1605), deutscher Trompeter
- Hans Linder (Lautenbauer) (um 1550–nach 1615), deutscher Lautenbauer
- Hans Linder (Unternehmer) (1862–1945), Schweizer Unternehmer und Politiker
- Hans Linder (Kapellmeister) (1917–1999), deutscher Kapellmeister und Komponist
- Hans Linder (Intendant) (1930–2004), deutscher Theaterintendant
- Hansi Linder (1942–2010), deutsche Schauspielerin
- Heinrich Linder (1899–1979), deutscher Landrat und Kreisdirektor
- Helena Linder-Jeß (* 1982), deutsche Soldatin
- Herbert Linder (1941–2000), deutscher Filmkritiker
- Hermann Linder (1889–1980), deutscher Biologe, Lehrer, Lehrbuchautor und Sammler, siehe Linder Biologie
- Hjalmar Linder (1862–1921), finnischer Kammerherr, Baron, Parlamentsabgeordneter, Philanthrop, Großgrundbesitzer und Geldgeber

### J
- James B. Linder (* um 1961), pensionierter US-amerikanischer Generalmajor
- Johann Linder (1896–1972), Schweizer Fasnächtler und St. Galler Stadtoriginal
- Johannes Linder (1790–1853), Schweizer Pfarrer und Schulmann
- John Linder (* 1942), US-amerikanischer Politiker (Republikaner)
- Josef Linder (* 1887), deutscher Architekt
- Julius Linder (1878–1942), österreichischer Politiker (SDAP)
- Jürgen Linder (1942–1967), deutscher Fußballspieler

### K
- Karl Linder (Redakteur) (1838–1917), österreichischer Schriftsteller und Redakteur
- Karl Linder (Politiker, 1849) (1849–1905), deutscher Brauereibesitzer, Politiker (Zentrum) und Mitglied des Deutschen Reichstags
- Karl Linder (Jurist) (1880–?), Verwaltungsjurist, Bezirksamtmann und Ministerialbeamter
- Karl Linder (Manager), deutscher Industriemanager
- Karl Linder (Politiker, 1900) (1900–1979), deutscher Politiker (NSDAP)
- Kate Linder (* 1947), US-amerikanische Schauspielerin
- Klaus Linder (1926–2009), Schweizer Pianist
- Konrad Linder (1884–1963), deutscher Pädagoge
- Kurt Linder (1933–2022), deutscher Fußballspieler und Trainer

### L
- Lasse Linder (* 1994), Schweizer Filmemacher
- Leo G. Linder (* 1948), deutscher Autor, Regisseur und Produzent
- Lukas Linder (* 1984), Schweizer Schriftsteller

### M
- Markus Linder (* 1959), österreichischer Kabarettist, Moderator, Filmschauspieler, Blues-Musiker und Festival-Leiter
- Maud Linder (1924–2017), französische Journalistin, Filmhistorikerin und Dokumentarfilmerin
- Max Linder (1883–1925), französischer Filmkomiker
- Max Linder (Regisseur) (1951–2011), österreichischer Filmregisseur und Drehbuchautor
- Maxi Linder (1902–1981), surinamische Prostituierte
- Maximilian Linder (* 1965), österreichischer Politiker (Die Freiheitlichen in Kärnten)

### N
- Nikolay Linder (* 1975), deutscher Apnoetaucher

### O
- Otto Linder (1891–1976), deutscher Architekt

### P
- Paul Linder (Jurist) (1871–1941), Schweizer Jurist und Kunstsammler
- Paul Linder (1897–1968), deutscher Architekt
- Peter Linder (* 1950), deutscher Diplomat

### R
- Rebekka Matter-Linder (* 1982), Schweizer Politikerin (Grüne)
- Rudolf Linder (1849–1928), Schweizer Architekt und Bauunternehmer

### S
- Sarai Linder (* 1999), deutsche Fußballspielerin
- Sebastian Linder (* 1983), deutscher Handballspieler
- Semen Linder (* 1997), kasachischer Gewichtheber
- Stefan Linder (* 1977), deutscher Ökonom
- Stu Linder (1931–2006), US-amerikanischer Filmeditor

### U
- Ursula Münzner-Linder (1922–2011), deutsche Violinistin

### W
- Walo Linder (1905–1979), Schweizer Musiker
- Willy Linder (1922–2000), Schweizer Ökonom, Journalist und Moderator
- Wolf Linder (* 1944), Schweizer Politologe
- Wolfgang Linder (* 1961), österreichischer Schriftsteller und Kabarettist